# Лассениус, Торбьёрн
Ларс Торбьёрн Лассениус (фин. Lars Torbjörn Lassenius; род. 4 августа 1931, Хельсинки) — финский легкоатлет, специалист по многоборьям. Выступал за сборную Финляндии по лёгкой атлетике в середине 1950-х годов, серебряный призёр чемпионата Европы, трёхкратный чемпион страны в десятиборье, участник летних Олимпийских игр в Мельбурне.

## Биография
Торбьёрн Лассениус родился 4 августа 1931 года в Хельсинки.
Занимался лёгкой атлетикой в коммуне Порвоо, проходил подготовку в местном клубе Porvoon Akilles.
В середине 1950-х годов входил в число сильнейших финских десятиборцев, в частности в 1954—1956 годах трижды подряд становился чемпионом страны в этой дисциплине.
Первого серьёзного успеха на международном уровне добился в сезоне 1954 года, когда вошёл в состав финской национальной сборной и побывал на чемпионате Европы в Берне, откуда привёз награду серебряного достоинства, выигранную в десятиборье — уступил здесь только советскому спортсмену Василию Кузнецову.
Благодаря череде удачных выступлений удостоился права защищать честь страны на летних Олимпийских играх 1956 года в Мельбурне — набрал в сумме всех дисциплин десятиборья 6565 очков и расположился в итоговом протоколе соревнований на седьмой строке. В сентябре того же года на соревнованиях в Гамбурге установил свой личный рекорд в десятиборье 6991 очко (7062 очка в современной системе подсчёта).
После мельбурнской Олимпиады Лассениус ещё в течение некоторого времени оставался в составе легкоатлетической команды Финляндии и продолжал принимать участие в крупнейших международных стартах. Так, в 1958 году он отметился выступлением на чемпионате Европы в Стокгольме, где с результатом в 6010 очков занял в десятиборье 11-е место.
Помимо занятий спортом получил медицинское образование и затем работал врачом.